# AMZ-Kutno

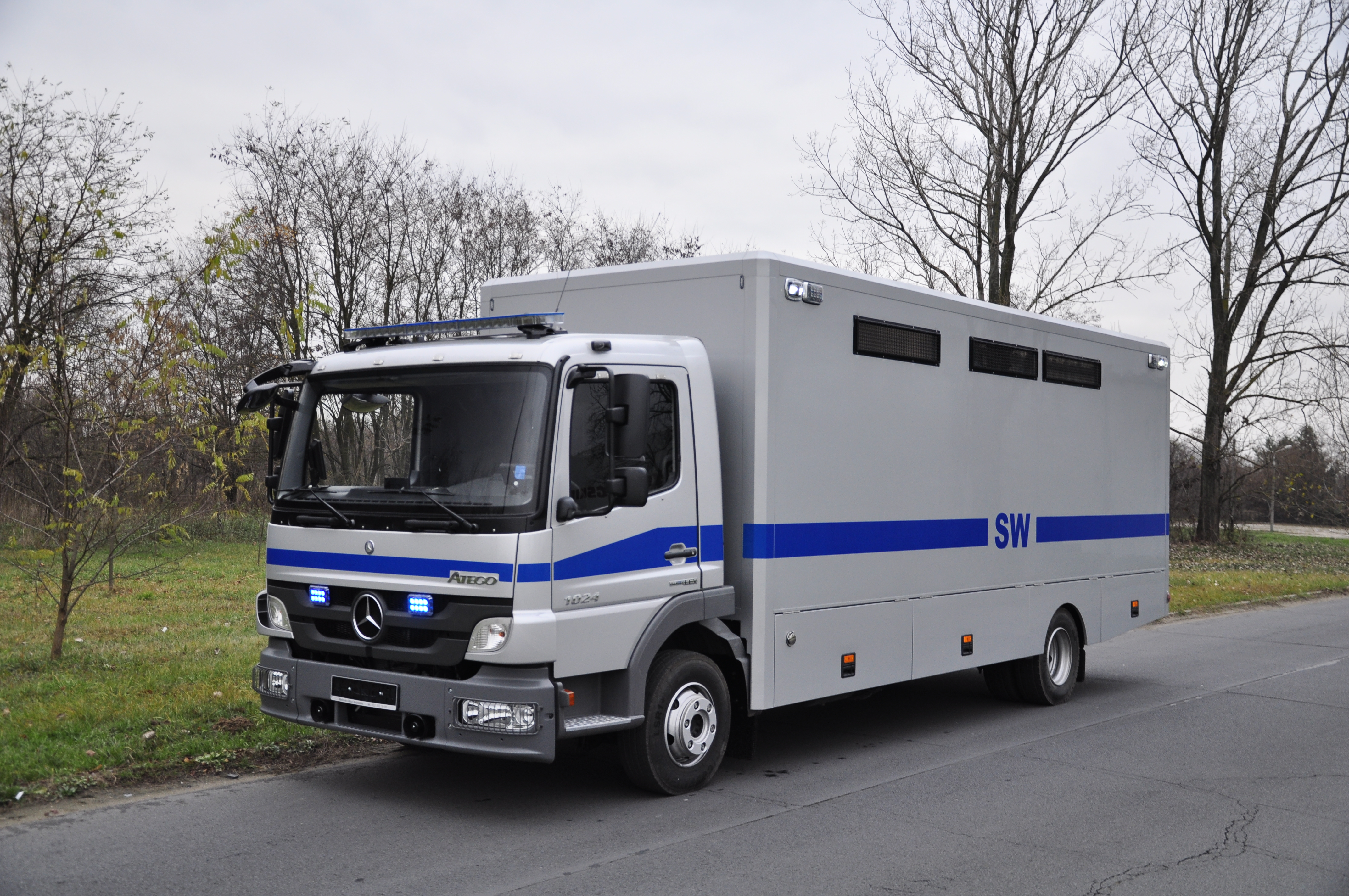
Aufbau-Beispiel des Herstellers.

AMZ-Kutno ist ein polnischer Fahrzeughersteller mit Sitz in Kutno, der seit 1999 tätig ist.
Das Unternehmen ist auf die Entwicklung und Herstellung von Spezialaufbauten für Nutzfahrzeuge wie Kleinbusse, Krankenwagen und Spezialfahrzeuge für die uniformierten Dienste spezialisiert. Das Unternehmen produziert auch eine Reihe von Stadtbussen und verschiedene Militärfahrzeuge. Das Werk verfügt über einen eigenen Bahnanschluss.

## Militärfahrzeuge
- Dzik 1/2/3
- Tur
- Tur 2
- Tur 3
- Tur 4
- Tur 5
- AMZ Żubr
- Tur 6